# Cursive
Cursive (с англ. — «Курсив») — американская инди-рок-группа из Омахи, штат Небраска. Стилистически описываемая как эмо и постхардкор, Cursive обрела известность с альбомом Domestica 2000 года и добилась успеха у публики и критиков с альбомом The Ugly Organ 2003 года. С 1997 года группа выпустила восемь студийных альбомов, сборник, а также ряд синглов и мини-альбомов. Они выпускали записи на нескольких лейблах, включая 15 Passenger Records, Saddle Creek Records и Big Scary Monsters (Великобритания).

## Характеристики
Источники вдохновения
На Cursive оказали влияние такие группы, как Fugazi Shudder to Think,, Superchunk, Archers of Loaf и Brainiac.

## Дискография
Смотри статью «Дискография Cursive» в англ. разделе.
- Such Blinding Stars for Starving Eyes (1997)
- The Storms of Early Summer: Semantics of Song (1998)
- Domestica (2000)
- The Ugly Organ (2003)
- Happy Hollow (2006)
- Mama, I'm Swollen (2009)
- I Am Gemini (2012)
- Vitriola (2018)
- Get Fixed (2019)
- Devourer[5] (2024)